# Poprock
Poprock är en musikgenre som blandar pop- och rockmusik. Melodierna är medryckande (”catchy”) och upprepande (popinfluenserna), dominerade av elgitarr- och trummor (rockinfluenserna).

## Historik
Termen poprock användes först för att beskriva de tidiga hittarna hos den brittiska popgruppen The Beatles. Även bland annat Queen har haft dessa influenser. Surfrock kallas ofta poprock, vilket är en anakronism, då surfmusik och rockmusik under 1960-talet räknades som olika musikgenrer.
Poprock lade grunden till 1970-talets mjukrock. Även om det fanns mycket lite strikt poprock under 1970- och 80-talen, fortsatte genren i form av powerballader inom hårdrock och heavy metal, samt upptempolåtar inom mjukrocken.